# Большой Утяш
Большой Утяш (баш. Оло Үтәш) — деревня в Гафурийском районе Республики Башкортостан Российской Федерации. Входит в состав Зилим-Карановского сельсовета.

## География

### Географическое положение
Расстояние до:
- районного центра (Красноусольский): 46 км,
- центра сельсовета (Зилим-Караново): 2 км,
- ближайшей ж/д станции (Белое Озеро): 67 км.

## История
В конце XVIII века было три деревни под названием Утяшево. В одной из них в 40 дворах жили 170 человек, в другой зафиксировали 90 жителей и 10 домов. Третья деревня имела 88 человек и 7 дворов. По X ревизии в д. Большой Утяш был 41 двор, в д. Малый Утяш 32 двора. В обеих проживало 346 мужчин и 344 женщины. Средний Утяш не был показан X ревизией.
VII ревизией 1816 г. во всех деревнях Утяшево было зафиксировано 14 полигамных семей (17,5 %) из 80 дворов (д. 309). Из д. Яктыкулево сюда переселили Гумера Гумерова, из д. Куллярово — Тазита Ахмерова, из д. Исянгулово Оренбургского уезда — Абуталипа Галеева.
Участники Отечественной войны 1812 года: Курмангул Альмухаметов, Абдулла Рафиков, Мавлюткул Мукшинов, Мухамадияр Бурангулов, Кутлугильде Абукаев, Сабифутдин Ишмуратов, Исхак Яманов, Кинзягул Халитов, Юмагузя Амиров, Мустафа Асадуллин, Таип Тангынов и Саитбурхан Кутлубаев за подвиги были награждены медалями «За взятие Парижа 19 марта 1814 года» и «В память войны 1812 года».
Жители всех трех поселений занимались скотоводством, пчеловодством, земледелием. В 1839 году на 73 двора в трех аулах (659 человек) приходилось 300 лошадей, 268 коров, 157 овец, 149 коз. Пчеловоды имели 164 улья и 100 бортей.
В 1842 году на 659 жителей засеяли 788 пудов озимого и 766 пудов ярового хлеба. Деревню Малый Утяш называли Бардавас по одноимённой речке. В Большом Утяше функционировало духовное учебное заведение — медресе, где учился народный поэт Башкирии Мажит Гафури. Сведений об Утяше, основателе аула и его детях обнаружить не удалось.
Деревня являлась центром Табынского кантона БАССР.
В деревне расположена мемориальная доска в память первого председателя Духовного управления мусульман Республики Башкортостан Мансура Халикова

## Население
| 2002 | 2009 | 2010 |
| ---- | ---- | ---- |
| 213  | ↘209 | ↘172 |

## Религия
В деревне есть мечеть.

## Знаменитые уроженцы
- Халиков Мансур Хатыпович — башкирский религиозный и общественный деятель, муфтий Башкирской АССР.